# Security Hazard
Security Hazard is de 26e aflevering van Thunderbirds, de Supermarionation-televisieserie van Gerry Anderson (zowel qua productienummer als qua originele uitzending). De aflevering werd voor het eerst uitgezonden op ATV Midlands op 31 maart 1966. Het was de laatste aflevering van het eerste seizoen en vormt een compilatie met beeldmateriaal van spectaculaire reddingsacties uit de voorgaande afleveringen.

## Verhaal
In Engeland woedt een felle brand in een mijn. Terwijl International Rescue met hun brandweerwagen de autoriteiten te hulp komt, brengt in een nabijgelegen huis Morrison zijn zoon Chip naar bed. Daarna vertrekt hij om zelf ook te gaan helpen bij de brand. Hij vertelt nog kort voor vertrek dat International Rescue bezig is enkele mijnwerkers uit de schacht te halen. Zodra zijn vader weg is, kijkt Chip uit het raam en ziet Thunderbirds 1 en 2 een stukje verderop. De machines staan onbewaakt en de capsule van Thunderbird 2 is nog open.
Na de redding keren Scott, Virgil en Alan terug. Wanneer Thunderbird 2 zijn hangar binnenrijdt, gaat bij Jeff een alarm af. Er is een verstekeling aan boord. Hij beveelt Virgil en Alan om nog niet de capsule uit te laden en in de Thunderbird te blijven. Jeff, Scott en Gordon haasten zich naar de hangar. Virgil opent de kist en anderen dwingen onder dreiging van revolvers de verstekeling naar buiten te komen. Tot ieders verbazing is de verstekeling een kind: Chip Morrison.
Jeff is razend dat de Thunderbird-voertuigen onbewaakt achterbleven en er nu een verstekeling op het eiland is. Chip heeft hun basis gezien en weet dus eigenlijk te veel. Hij roept Scott, Alan en Gordon bij elkaar om een oplossing voor dit probleem te vinden. Ondertussen moet Virgil Chip in de gaten houden. Wanneer Chip zegt dat volgens hem Thunderbird 1 belangrijker is dan Thunderbird 2, vertelt Virgil hem hoe Thunderbird 2 onmisbaar was bij het redden van Eddie Houseman (End of the Road).
Nadat Virgil door Jeff wordt geroepen, neemt Alan Chip onder zijn hoede. In de lanceerhangar van de Thunderbird 3 blikt Alan terug op de redding van de raket Sun Probe (Sun Probe) waarbij Chip denkt dat Alan als astronaut minder spannende dingen meemaakt dan zijn broers.
Jeff is uiteraard niet blij met het feit dat Alan en Virgil deze informatie hebben prijsgegeven. Hij is ervan overtuigd dat Scott, als oudste, wel zijn mond zal kunnen houden. Maar dat blijkt valse hoop, want Scott vertelt Chip over International Rescues eerste missie toen ze de Fireflash te hulp kwamen (Trapped in the Sky). Wanneer hij zijn fout beseft, verbiedt Scott Chip om Thunderbird 4 te zien. Niet lang daarna is Chip toch in Thunderbird 4 en vertelt Gordon hem over hun redding van de Martian Space Probe op de bodem van een rivier (Day of Disaster).
De vijf Tracy-broers vrezen wat hun vader zal doen nu ze al deze informatie hebben prijsgegeven. Maar Gordon heeft een verrassing voor hen, Jeff is zelf ook bezweken voor Chip en vertelt hem over zijn rol als coördinator bij elke reddingsmissie.
Jeff komt uiteindelijk met een idee. Chip is doodmoe. Zodra hij slaapt, brengen ze hem snel terug naar Engeland. Zodra Chip later wakker wordt in zijn bed, is hij van mening dat het allemaal maar een droom was.

## Rolverdeling

### Reguliere stemacteurs
- Jeff Tracy — Peter Dyneley
- Scott Tracy — Shane Rimmer
- Virgil Tracy — David Holliday
- Alan Tracy — Matt Zimmerman
- Gordon Tracy — David Graham
- Brains — David Graham
- Tin-Tin — Christine Finn (gezien in de flashback van Sun Probe)
- Lady Penelope Creighton-Ward — Sylvia Anderson (gezien in de flashback van Day of Disaster)

### Gastrollen
Deze aflevering:
- Chip Morrison — Sylvia Anderson
- Morrison — David Graham

Flashback van End of the Road:
- Eddie Houseman — Ray Barrett
- Bob Gray — David Graham
- J.B. Lester — Ray Barrett

Flashback van Sun Probe:
- Kolonel Harris — Ray Barrett
- Solarnaut Asher — David Graham
- Solarnaut Camp — John Tate
- Televisieverslaggever — Matt Zimmerman

Flashback van Trapped in the Sky:
- Commandant Norman — Peter Dyneley
- Kaptain Hanson — David Graham
- Copiloot van Fireflash — Ray Barrett

Flashback van Day of Disaster:
- Beheerder van Allingtonbrug — Ray Barrett
- Assistentbeheerder — Ray Barrett
- Bill Craddock — Matt Zimmerman
- Frank — David Graham
- Dave Clayton — David Graham

## Machines
De voertuigen en machines die in deze aflevering te zien waren zijn:
- Thunderbird 1
- Thunderbird 2 (met capsules 1, 2, 3 en 4)*
- Thunderbird 3
- Thunderbird 4
- FAB1
- Fire Truck
- Magnetische Klemmen
- Road Construction Vehicle
- Sun Probe
- Fireflash
- Elevator Cars
- Thunderizer
- Martian Space Probe

*In de redding aan het begin van de aflevering werd Capsule 1 gebruikt, en Chip werd op het eind naar huis gebracht in capsule 2. In de flashbacks waren capsules 3 en 4 te zien.

## Fouten
- Wanneer Thunderbird 2 achteruit de hangar op Tracy-eiland inrijdt, stroomt er rook achteruit de hangar in (beeldmateriaal van Thunderbird 2 die de hangar uitkomt was achterstevoren afgespeeld).
- In deze aflevering verschilt het beleid van International Rescue van het gebeuren in Cry Wolf. In Cry Wolf worden twee kinderen uitgenodigd voor een rondleiding op Tracy Island, met als enige veiligheidsmaatregel dat ze bij aankomst en vertrek geblinddoekt worden. In Security hazard wordt het een groot probleem gevonden als een kind onbedoeld in een container van Thunderbird 2 meekomt (waar hij dus niet naar buiten kon kijken) en een rondleiding krijgt.

## Trivia
- Deze aflevering bevat maar 17 minuten aan nieuw beeldmateriaal. De rest bestaat uit flashbacks.
- De reden dat deze clipshowaflevering werd gemaakt was omdat de vorige twee afleveringen die werden geproduceerd, The Cham-Cham en Attack of the Alligators, ver over het budget waren gegaan.
- De brandweerwagen van International Rescue is een hergebruikt model van de explosieventractor van Gray & Houseman uit End of the Road.
- De pop van Chip Morrison werd eerder gebruikt voor Bob Williams in Cry Wolf.
- In alle flashbacks gaat het goed, maar in de echte aflevering van End of the Road schieten de klemmen rond de truck los en in Sun Probe weigeren de remraketten van Thunderbird 3.